# Búscame
Búscame es un álbum de estudio del grupo Greta y los Garbo perteneciente a la compañía discográfica Fonomusic, editado en el año 1993, y compuesto por 11 canciones.

## Lista de canciones
| N.º | Título                   | Duración |  |
| 1.  | «Decídete»               |          |  |
| 2.  | «Ven»                    |          |  |
| 3.  | «Búscame»                |          |  |
| 4.  | «La estrella del sur»    |          |  |
| 5.  | «Pienso tanto en ti»     |          |  |
| 6.  | «Solo te doy amor»       |          |  |
| 7.  | «Un día más»             |          |  |
| 8.  | «Para el tiempo»         |          |  |
| 9.  | «Al infierno llegaré»    |          |  |
| 10. | «Sé que eres tú»         |          |  |
| 11. | «The tracks of my tears» |          |  |